# 冰血暴 (第一季)
《冰血暴》第一季（英語：Fargo Season 1）於FX自2014年4月15日播至2014年6月17日。2014年7月21日，FX宣布續訂第2季10集。
本劇首播後，廣受好評，更入圍了58項大獎並獲得15座獎項肯定。

## 故事
背景設定於2006年，講述從聖保羅綁架了一名男子的職業殺手羅恩·馬佛（比利·鮑伯·松頓 飾演），在經過明尼蘇達州伯米吉時發生車禍並來到醫院，而在醫院裡他遇見了中年失意的保險業務員萊斯特·奈嘉（馬丁·費里曼 飾演）。在羅恩與萊斯特接觸時，羅恩漸漸的影響奈嘉，並導致後來一連串的殺人事件。與此同時，莫莉·沙佛森副官（艾莉森·托爾曼 飾演）與葛斯·格林利警官（柯林·漢克斯 飾演）得想盡辦法，來釐清所有真相並將馬佛與奈嘉繩之以法。

## 卡司

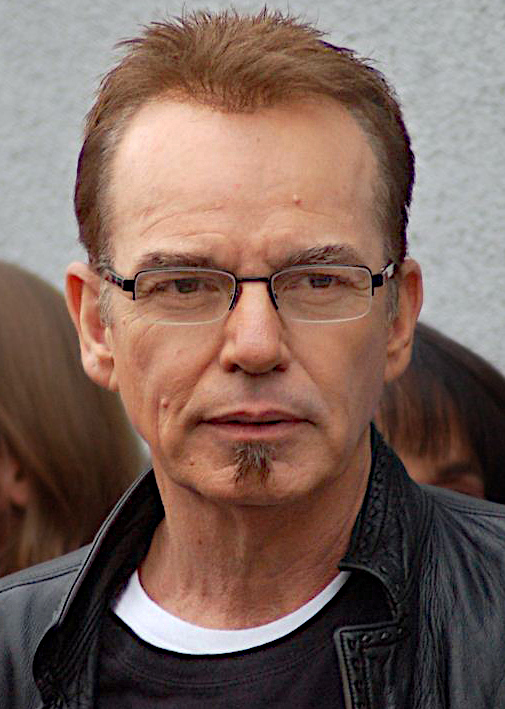
比利·鮑伯·松頓飾演羅恩·馬佛

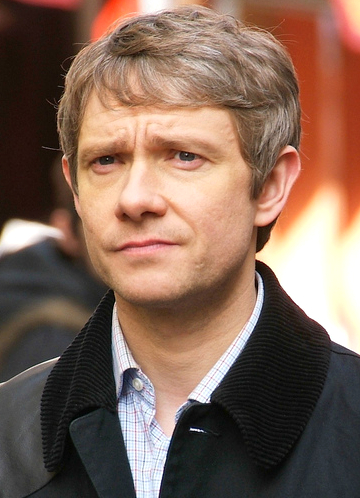
馬丁·費里曼飾演萊斯特·奈嘉

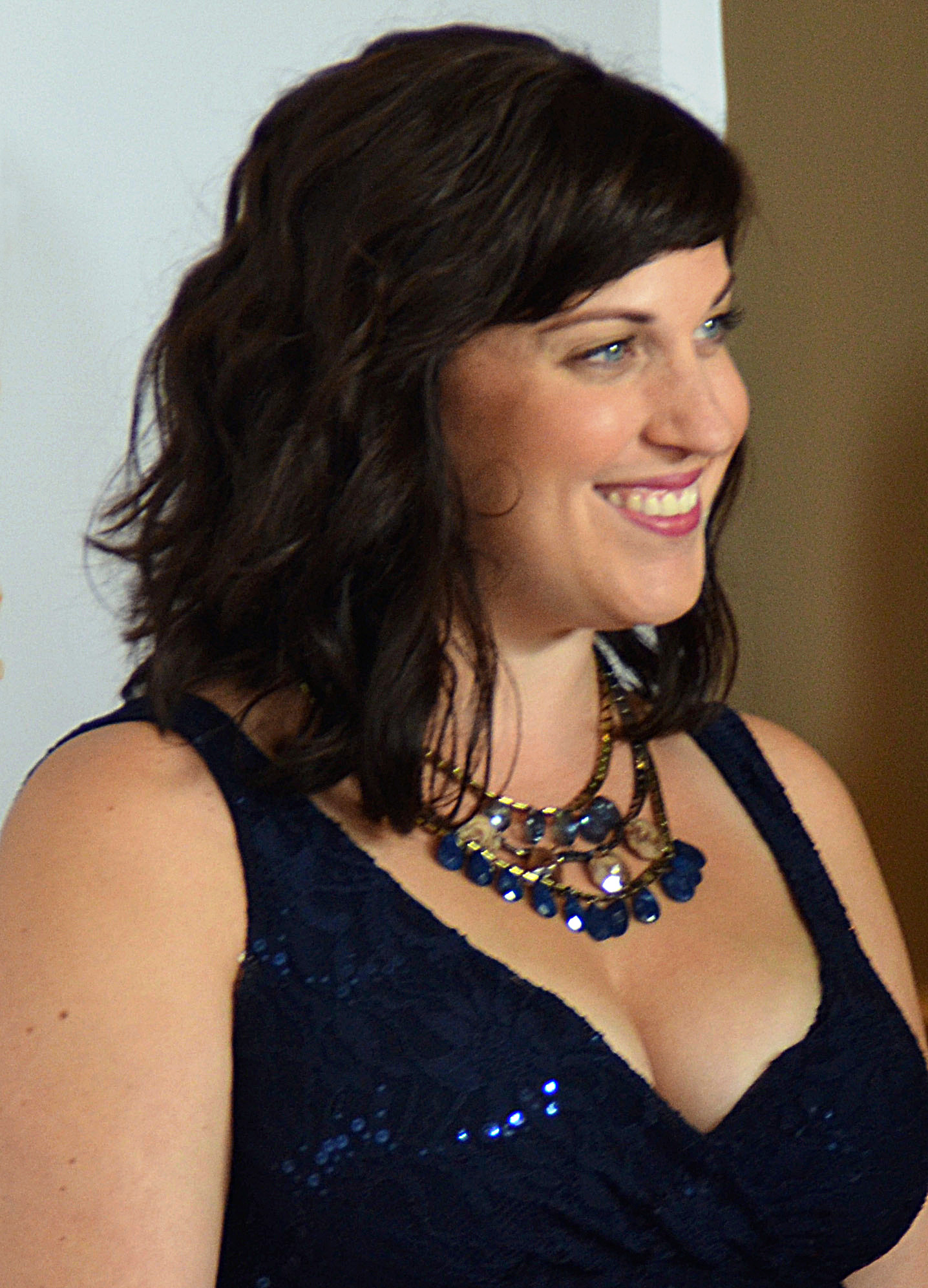
艾莉森·托爾曼飾演莫莉·沙佛森

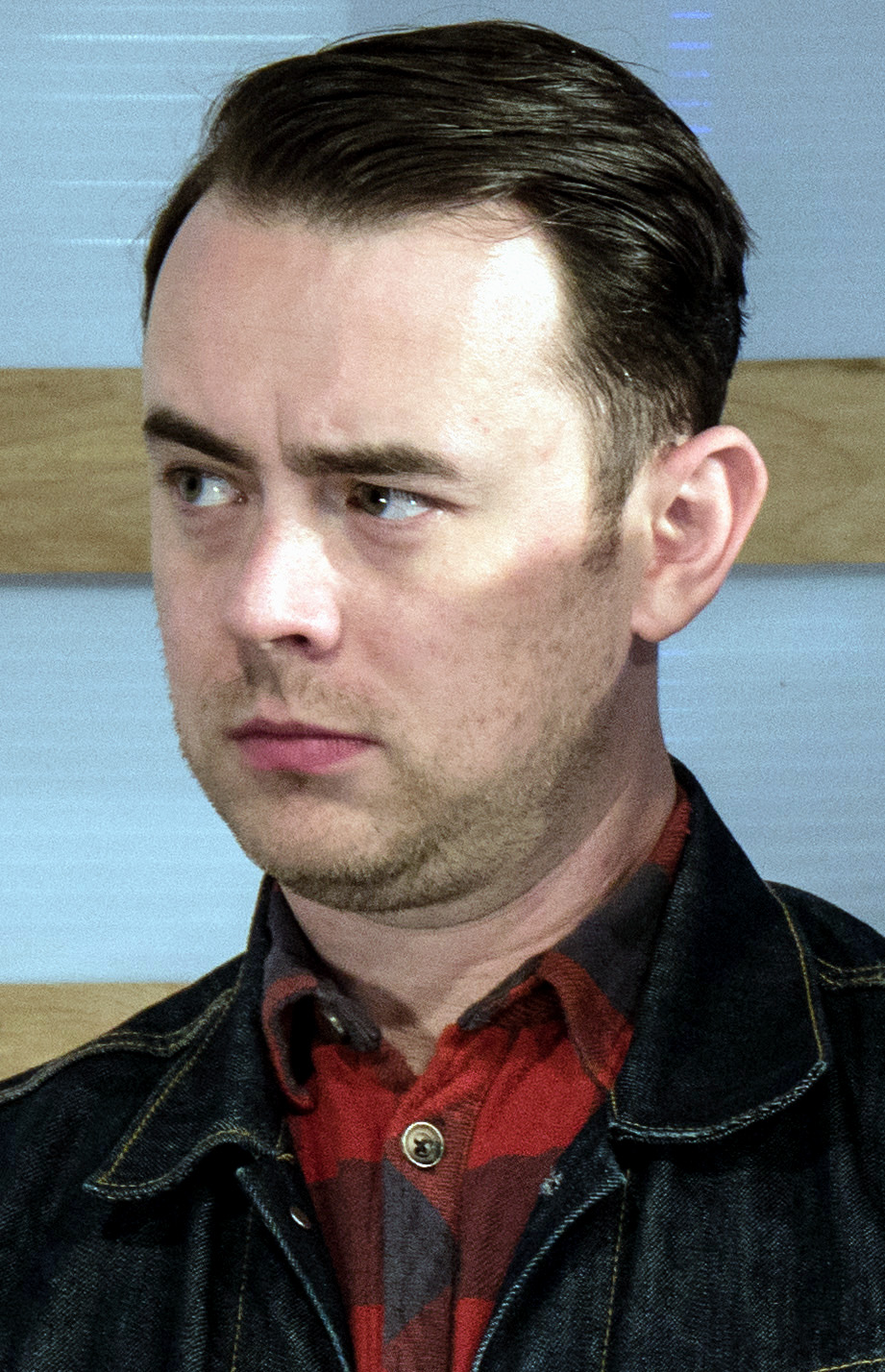
柯林·漢克斯飾演葛斯·格林利

### 主要人物
| 演員           | 角色        | 介紹                                                       | 登場 集數 |
| 比利·鮑伯·松頓 | 羅恩·馬佛   | 冷酷殘忍的職業殺手，接人待物温文尔雅。                     | 10        |
| 艾莉森·托爾曼  | 莫莉·沙佛森 | 副官（Deputy），是個認真有能力的警員，最後升為局長。             | 10        |
| 柯林·漢克斯    | 葛斯·格林利 | 杜魯斯警局的動物管制官，後辭去警員工作改當郵差。           | 10        |
| 馬丁·費里曼    | 萊斯特·奈嘉 | 壽險業務員，工作、家庭與尊嚴都失意的他，走上了一條不歸路。 | 10        |

### 常設人物
| 演員            | 角色            | 介紹                                                                                   | 登場 集數 |
| 鮑伯·奧登柯克   | 比爾·奧斯華     | 在維恩死後升為警局局長（Chief），為萊斯特的同窗，非常膽小，容易因看見死狀慘重的屍體而嘔吐。 | 9         |
| 凱斯·卡羅汀     | 路·沙佛森       | 莫莉的父親，餐廳老闆，前職為明尼苏达州州际巡警。                                       | 8         |
| 凱特·華許       | 吉娜·赫斯       | 山姆·赫斯的妻子，曾為脫衣舞俱樂部舞者。                                                | 4         |
| 喬書·克羅斯     | 查斯·奈嘉       | 萊斯特的弟弟，是個事業有成的男子，總認為萊斯特讓他很丟臉。                             | 6         |
| 亞當·戈德堡     | 納伯斯先生      | 倫奇的搭檔，一同來到伯米吉找尋並了結殺害山姆的兇手。                                   | 5         |
| 羅素·哈佛       | 倫奇先生        | 黑幫聾啞打手，與納伯斯來到伯米吉找尋並了結殺害山姆的兇手。                             | 7         |
| 格倫·哈沃頓     | 當·強夫         | 史塔佛斯妻子海倫娜的私人教練，是個充滿慾望的人，並試圖敲诈史塔佛斯。                   | 5         |
| 喬伊·金         | 葛莉塔·格里姆   | 葛斯的女兒。                                                                           | 8         |
| 孝恩·杜伊爾     | 維恩·瑟曼       | 前任警局局長，意外發現珍珠遇害，欲逮捕萊斯特時，被馬佛槍殺。                           | 2         |
| 凱莉·霍登·巴夏  | 珍珠·奈嘉       | 萊斯特的妻子，非常看不起萊斯特。在一次諷刺萊斯特時，被衝動的萊斯特殺害。               | 2         |
| 湯姆·馬斯格雷夫 | 博·芒克         | 保險公司老闆，萊斯特的上司。                                                           | 5         |
| 史蒂芬·路茲     | 伯特·坎頓       | 馬佛的目標，最後慘遭馬佛槍斃。                                                         | 2         |
| 茱莉·安·艾茉莉  | 艾妲·瑟曼       | 維恩的妻子，懷有身孕。                                                                 | 4         |
| 瑞秋·布蘭查德   | 琪蒂·奈嘉       | 查斯的妻子，哈伯德縣小姐出身。                                                         | 5         |
| 蘇珊·朴         | 琳達·朴         | 保險公司員工，萊斯特的同事。                                                           | 5         |
| 貝瑞·弗萊特曼   | 沃利·賽曼奇寇   | 「鳳凰農市」安全組長，史塔佛斯的左右手，對馬佛充滿敵意與鄙視。                         | 5         |
| 彼得·布萊特邁爾 | 班·施密特       | 隸屬杜魯斯警局，為葛斯的上司。                                                         | 4         |
| 埃提卡斯·米契爾 | 米奇·赫斯       | 山姆·赫斯的大兒子                                                                      | 3         |
| 連恩·格林       | 莫·赫斯         | 山姆·赫斯的小兒子，總是重覆哥哥的話，智商有些低落。                                    | 3         |
| 蓋瑞·瓦倫丁     | 肯努德森        | 副官                                                                                   | 6         |
| 基根-麥可·奇    | 比爾·巴奇       | FBI特別探員，正在追查一跨州黑幫組織。                                                  | 4         |
| 喬登·皮爾       | 韋伯·派珀       | FBI特別探員，巴奇的搭檔。                                                              | 4         |
| 奧利弗·普萊特   | 史塔佛斯·米洛斯 | 「鳳凰農市」所有人，小鎮當地鼎鼎有名的超市大亨。                                       | 5         |
| 史賓賽·德萊佛   | 葛多·奈嘉       | 查斯與琪蒂的兒子，是個冷酷不懂禮節的孩子。                                             | 4         |
| 戈登·S·米勒     | 迪米崔·米洛許   | 史塔佛斯的兒子，喜歡說冷笑話，是個身心障礙人士。                                       | 4         |

## 製作
2012年3月23日，據傳FX有意開發《冰血暴》電視劇版本。9月24日，FX正式宣布將改編曾榮獲奧斯卡金像獎的1996年電影《冰血暴》，原電影導演柯恩兄弟將擔任執行製作，由《非凡女警》、《我們這一代》主創諾亞·霍利執筆並身兼執行製作，沃倫·理托菲爾德亦將共同擔任執行製作，由米高梅電視公司及FX製作公司共同製作。
2013年3月28日，FX正式預訂本劇作為電視網首部有限劇集，預計將有10集集數。5月29日，宣布《超級製作人》、《絕命毒師》黃金時段艾美獎得主亞當·伯恩斯坦將執導首集。2013年秋天，本劇正式進入製作，並於艾伯塔卡爾加里展開拍攝。
本劇與原電影的背景（1987年的明尼阿波利斯與布雷納德）設定在同一個虛構世界。第一季裡埋贖金的片段與電影相呼應，此外也有許多小地方與電影有所連結。

### 選角
2013年8月2日，宣布奧斯卡得主比利·鮑伯·松頓將飾演無根性的反派男主角。9月26日，宣布《新世紀福爾摩斯》馬丁·費里曼也將出任男主角。10月2日，宣布《夢魘殺魔》柯林·漢克斯將飾演身為單親爸爸的葛斯·格林利警官。10月9日，宣布凱特·華許、喬伊·金與喬書·克羅斯加入演出陣容，奧利弗·普萊特亦已加入劇組。華許將飾演花瓶嬌妻兼不稱職的母親吉娜，金將飾演格林利警官的女兒葛莉塔，至於克羅斯則飾演由費里曼飾演之萊斯特·奈嘉的弟弟。10月11日，宣布演員陣容再添鮑伯·奧登柯克與格倫·哈沃頓；奧登柯克將飾演莫莉·沙佛森警官（艾莉森·托爾曼 飾演）的搭檔比爾·奧斯華副官，哈沃頓則飾演私人教練當·強夫。11月21日，宣布《痞客二人組》瑞秋·布蘭查德加入配角群，飾演萊斯特·奈嘉的弟妹琪蒂·奈嘉。

## 集數
| 總集數 | 集數 （季） | 標題                                      | 導演            | 編劇      | 首播日期      | 製作 代碼 | 美國收視 （18–49歲） | 美國收視人數 （百萬） |
| ------ | ----------- | ----------------------------------------- | --------------- | --------- | ------------- | --------- | -------------------- | --------------------- |
| 1      | 1           | 第一滴血 The Crocodile's Dilemma          | 亞當·伯恩斯坦   | 諾亞·霍利 | 2014年4月15日 | XFO01001  | 0.80                 | 2.654                 |
| 2      | 2           | 此案不通 The Rooster Prince               | 亞當·伯恩斯坦   | 諾亞·霍利 | 2014年4月22日 | XFO01002  | 0.65                 | 2.037                 |
| 3      | 3           | 泥路 A Muddy Road                         | 藍道爾·艾因霍恩 | 諾亞·霍利 | 2014年4月29日 | XFO01003  | 0.59                 | 1.874                 |
| 4      | 4           | 吞噬其咎 Eating the Blame                 | 藍道爾·艾因霍恩 | 諾亞·霍利 | 2014年5月6日  | XFO01004  | 0.50                 | 1.704                 |
| 5      | 5           | 世間苦難 The Six Ungraspables             | 科林·布克西     | 諾亞·霍利 | 2014年5月13日 | XFO01005  | 0.51                 | 1.597                 |
| 6      | 6           | 布里丹之驢 Buridan's Ass                  | 科林·布克西     | 諾亞·霍利 | 2014年5月20日 | XFO01006  | 0.60                 | 1.799                 |
| 7      | 7           | 脫身 Who Shaves the Barber?               | 史考特·懷南特   | 諾亞·霍利 | 2014年5月27日 | XFO01007  | 0.46                 | 1.515                 |
| 8      | 8           | 水落石不出 The Heap                       | 史考特·懷南特   | 諾亞·霍利 | 2014年6月3日  | XFO01008  | 0.57                 | 1.863                 |
| 9      | 9           | 牙痛要人命 A Fox, a Rabbit, and a Cabbage | 麥特·夏克曼     | 諾亞·霍利 | 2014年6月10日 | XFO01009  | 0.64                 | 1.902                 |
| 10     | 10          | 深淵 Morton's Fork                        | 麥特·夏克曼     | 諾亞·霍利 | 2014年6月17日 | XFO01010  | 0.61                 | 1.980                 |

## 評價
《冰血暴》第一季獲得了廣大的好評。於爛番茄整合的評論中，本劇獲得97%新鮮度、8.44/10分（49位評論家），評論家共識：「僅基於同名電影的氣氛、風格與地點，《冰血暴》呈現更多奇特人物與新故事線，熟練地執行黑色幽默與怪奇轉折。」於Metacritic整合的評論中，本劇獲得85分（滿分100；40名評論家），屬極佳的讚譽。IGN評論家洛斯·寇納（Roth Cornet）給予本劇第一季9.7/10分，並讚揚演員的演技、與電影的關聯以及劇本的表現。影音俱樂部將第一季列為2014年最佳電視劇中的第6名。
評論家前十大電視節目排名
| - No. 6 影音俱樂部 - No. 2 波士頓環球報（莎拉·羅德曼） - No. 6 波士頓環球報（馬修·吉爾伯特） - No. 4 克利夫蘭誠懇家日報 - No. 5 Complex - No. 4 每日野獸 - No. 4 數碼間諜 - No. 3 娛樂周刊 - No. 2 反電影學院派 - No. 1 HitFix（丹·費恩堡） - No. 5 HitFix（艾倫·塞平沃爾） - No. 1 好萊塢報導 - No. 6 IGN - No. 7 IndieWire - No. 4 拉斯維加斯周刊 - No. 2 林肯星報 - No. 1 明尼阿波利斯明星論壇報 | - No. 4 國家郵報 - No. 6 紐約每日新聞 - No. 6 新聞日報 - No. 1 全國公共廣播電台（艾瑞克·德格根斯） - No. 5 全國公共廣播電台（大衛·比安庫利） - No. 5 奧馬哈世界先驅報 - No. 1 俄勒岡報 - No. 3 Paste - No. 10 人物雜誌 - No. 1 匹茲堡郵報 - No. 2 羅傑·埃伯特網 - No. 5 鹽湖城論壇報 - No. 1 聖荷西信使報 - No. 1 蘇城報 - No. 1 聖路易斯郵報 - No. 1 明星紀事報 - No. 9 坦帕灣時報 | - No. 5 時代雜誌 - No. 4 電視指南 - No. 1 電視指南（馬特·拉許） - No. 2 TV.com（提姆·塞瑞特） - No. 4 TV.com（凱特琳·湯瑪斯） - No. 2 TV.com（甄·綽里歐） - No. 1 巴奇叔叔 - No. 3 根據雷達 - No. 2 華盛頓郵報 - No. 1 內幕到手 - No. 8 Yahoo! TV - – 美國電影學會 - – 美聯社 - – 環球郵報 - – 紐約時報 - – 費城每日新聞 |

## 獎項
| 年度 | 大獎                 | 獎項                                   | 入圍者 | 結果 |
| ---- | -------------------- | -------------------------------------- | --- | ---- |
| 2014 | 美國電影學會獎       | 年度電視節目獎                         | 年度電視節目獎 | 獲獎 |
| 2014 | 電視評論家協會獎     | 最佳新節目獎                           | 最佳新節目獎 | 提名 |
| 2014 | 電視評論家協會獎     | 最佳電視電影、迷你劇與特輯成就獎       | 最佳電視電影、迷你劇與特輯成就獎                                                                                      | 提名 |
| 2014 | 評論家選擇電視獎     | 最佳迷你劇獎                           | 最佳迷你劇獎 | 獲獎 |
| 2014 | 評論家選擇電視獎     | 最佳電視電影及迷你劇男演員獎           | 比利·鮑伯·松頓 | 獲獎 |
| 2014 | 評論家選擇電視獎     | 最佳電視電影及迷你劇男演員獎           | 馬丁·費里曼 | 提名 |
| 2014 | 評論家選擇電視獎     | 最佳電視電影及迷你劇男配角獎           | 柯林·漢克斯 | 提名 |
| 2014 | 評論家選擇電視獎     | 最佳電視電影及迷你劇女配角獎           | 艾莉森·托爾曼 | 獲獎 |
| 2014 | Gold Derby電視獎     | 最佳電視電影／迷你劇獎                 | 最佳電視電影／迷你劇獎                                                                                                | 獲獎 |
| 2014 | Gold Derby電視獎     | 最佳電視電影／迷你劇男演員獎           | 比利·鮑伯·松頓 | 提名 |
| 2014 | Gold Derby電視獎     | 最佳電視電影／迷你劇男演員獎           | 馬丁·費里曼 | 提名 |
| 2014 | Gold Derby電視獎     | 最佳電視電影／迷你劇男配角獎           | 柯林·漢克斯 | 提名 |
| 2014 | Gold Derby電視獎     | 最佳電視電影／迷你劇男配角獎           | 鮑伯·奧登柯克 | 提名 |
| 2014 | Gold Derby電視獎     | 最佳電視電影／迷你劇女配角獎           | 艾莉森·托爾曼 | 獲獎 |
| 2014 | Gold Derby電視獎     | 年度表現突出獎                         | 艾莉森·托爾曼 | 獲獎 |
| 2014 | Gold Derby電視獎     | 年度表現獎                             | 馬丁·費里曼 | 提名 |
| 2014 | 在線電影與電視協會獎 | 電視電影及迷你劇最佳男演員獎           | 比利·鮑伯·松頓 | 提名 |
| 2014 | 在線電影與電視協會獎 | 電視電影及迷你劇最佳男演員獎           | 馬丁·費里曼 | 提名 |
| 2014 | 在線電影與電視協會獎 | 電視電影及迷你劇最佳男配角獎           | 柯林·漢克斯 | 提名 |
| 2014 | 在線電影與電視協會獎 | 電視電影及迷你劇最佳女配角獎           | 艾莉森·托爾曼 | 提名 |
| 2014 | 在線電影與電視協會獎 | 最佳迷你劇獎                           | 最佳迷你劇獎 | 獲獎 |
| 2014 | 在線電影與電視協會獎 | 電視電影及迷你劇最佳整體演出獎         | 電視電影及迷你劇最佳整體演出獎                                                                                        | 提名 |
| 2014 | 在線電影與電視協會獎 | 電視電影及迷你劇最佳導演獎             | 電視電影及迷你劇最佳導演獎                                                                                            | 提名 |
| 2014 | 在線電影與電視協會獎 | 電視電影及迷你劇最佳編劇獎             | 電視電影及迷你劇最佳編劇獎                                                                                            | 提名 |
| 2014 | 在線電影與電視協會獎 | 非系列影集最佳音樂獎                   | 非系列影集最佳音樂獎                                                                                                  | 提名 |
| 2014 | 在線電影與電視協會獎 | 非系列影集最佳剪輯獎                   | 非系列影集最佳剪輯獎                                                                                                  | 提名 |
| 2014 | 在線電影與電視協會獎 | 非系列影集最佳攝影獎                   | 非系列影集最佳攝影獎                                                                                                  | 提名 |
| 2014 | 在線電影與電視協會獎 | 非系列影集最佳製作設計獎               | 非系列影集最佳製作設計獎                                                                                              | 獲獎 |
| 2014 | 在線電影與電視協會獎 | 非系列影集最佳音效獎                   | 非系列影集最佳音效獎                                                                                                  | 提名 |
| 2014 | 在線電影與電視協會獎 | 非系列影集最佳視覺效果獎               | 非系列影集最佳視覺效果獎                                                                                              | 提名 |
| 2014 | 黃金時段艾美獎       | 最佳迷你影集獎                         | 最佳迷你影集獎 | 獲獎 |
| 2014 | 黃金時段艾美獎       | 最佳迷你影集及電視電影男演員獎         | 比利·鮑伯·松頓 | 提名 |
| 2014 | 黃金時段艾美獎       | 最佳迷你影集及電視電影男演員獎         | 馬丁·費里曼 | 提名 |
| 2014 | 黃金時段艾美獎       | 最佳迷你影集及電視電影男配角獎         | 柯林·漢克斯 | 提名 |
| 2014 | 黃金時段艾美獎       | 最佳迷你影集及電視電影女配角獎         | 艾莉森·托爾曼 | 提名 |
| 2014 | 黃金時段艾美獎       | 最佳迷你影集、電視電影及戲劇特輯導演獎 | 亞當·伯恩斯坦（集數：第一滴血）                                                                                       | 提名 |
| 2014 | 黃金時段艾美獎       | 最佳迷你影集、電視電影及戲劇特輯導演獎 | 科林·布克西（集數：布里丹之驢）                                                                                       | 獲獎 |
| 2014 | 黃金時段艾美獎       | 最佳迷你影集、電視電影及戲劇特輯編劇獎 | 諾亞·霍利（集數：第一滴血）                                                                                           | 提名 |
| 2014 | 黃金時段艾美獎       | 最佳迷你影集、電視電影及特輯選角獎     | 瑞秋·坦納、潔姬·林德、史蒂芬妮·高蘭                                                                                   | 獲獎 |
| 2014 | 黃金時段艾美獎       | 最佳迷你影集及電視電影攝影獎           | 達納·岡薩雷斯（集數：布里丹之驢）                                                                                     | 提名 |
| 2014 | 黃金時段艾美獎       | 最佳迷你影集及電視電影攝影獎           | 馬特·勞埃德（集數：第一滴血）                                                                                         | 提名 |
| 2014 | 黃金時段艾美獎       | 最佳迷你劇及電視電影單鏡影片剪輯獎     | 雷吉斯·金寶（集數：布里丹之驢）                                                                                       | 提名 |
| 2014 | 黃金時段艾美獎       | 最佳迷你劇及電視電影單鏡影片剪輯獎     | 史奇普·麥當勞（集數：第一滴血）                                                                                       | 提名 |
| 2014 | 黃金時段艾美獎       | 最佳迷你劇及電視電影單鏡影片剪輯獎     | 布莉琪·鄧福特（集數：此案不通）                                                                                       | 提名 |
| 2014 | 黃金時段艾美獎       | 最佳迷你影集及電視電影非義肢化妝獎     | 最佳迷你影集及電視電影非義肢化妝獎                                                                                    | 提名 |
| 2014 | 黃金時段艾美獎       | 最佳迷你影集及電視電影音樂創作獎       | 傑夫·魯索（集數：第一滴血）                                                                                           | 提名 |
| 2014 | 黃金時段艾美獎       | 最佳迷你影集及電視電影音效剪輯獎       | 最佳迷你影集及電視電影音效剪輯獎                                                                                      | 提名 |
| 2014 | 黃金時段艾美獎       | 最佳迷你影集及電視電影音效混合獎       | 集數：第一滴血 | 提名 |
| 2014 | 女性形象網路獎       | 最佳電視電影／迷你劇獎                 | 最佳電視電影／迷你劇獎                                                                                                | 提名 |
| 2014 | 女性形象網路獎       | 最佳電視電影／迷你劇女演員獎           | 艾莉森·托爾曼 | 提名 |
| 2015 | 奧提歐斯獎           | 電視電影及迷你劇獎                     | 電視電影及迷你劇獎 | 獲獎 |
| 2015 | 美國電影剪輯艾迪獎   | 最佳迷你劇及電視電影剪輯獎             | 雷吉斯·金寶（集數：布里丹之驢）                                                                                       | 提名 |
| 2015 | 藝術指導公會獎       | 最佳製作設計獎－電視電影及迷你劇       | 約翰·布拉奇、沃倫·艾倫·楊                                                                                             | 提名 |
| 2015 | 影音協會獎           | 最佳電視電影及迷你劇音效混合成就獎     | 集數：此案不通 | 提名 |
| 2015 | 金捲軸獎             | 最佳電視音效剪輯獎－短片：音樂         | 集數：第一滴血 | 獲獎 |
| 2015 | 金捲軸獎             | 最佳電視音效剪輯獎－短片：聲效／擬音   | 集數：布里丹之驢 | 提名 |
| 2015 | 道林獎               | 年度電視戲劇獎                         | 年度電視戲劇獎 | 提名 |
| 2015 | 美國製片人協會獎     | 電視長片最佳製作人大衛·L·沃爾泊獎      | 亞當·伯恩斯坦、約翰·卡麥隆、伊森·柯恩、喬爾·柯恩、邁克爾·弗里斯列弗、諾亞·霍利、沃倫·利特菲爾德、查德·奧克斯、金·托德 | 獲獎 |
| 2015 | 衛星獎               | 最佳劇情類影集                         | 最佳劇情類影集 | 提名 |
| 2015 | 衛星獎               | 最佳劇情類影集男演員獎                 | 比利·鮑伯·松頓 | 提名 |
| 2015 | 衛星獎               | 最佳劇情類影集男演員獎                 | 馬丁·費里曼 | 提名 |
| 2015 | 衛星獎               | 最佳影集、迷你劇與電視電影女配角獎     | 艾莉森·托爾曼 | 提名 |
| 2015 | 美國演員工會獎       | 最佳迷你劇與電視電影類男演員獎         | 比利·鮑伯·松頓 | 提名 |
| 2015 | 金球獎               | 最佳迷你劇及電視電影獎                 | 最佳迷你劇及電視電影獎                                                                                                | 獲獎 |
| 2015 | 金球獎               | 最佳電視男演員獎－迷你劇及電視電影類   | 比利·鮑伯·松頓 | 獲獎 |
| 2015 | 金球獎               | 最佳電視男演員獎－迷你劇及電視電影類   | 馬丁·費里曼 | 提名 |
| 2015 | 金球獎               | 最佳電視女演員獎－迷你劇及電視電影類   | 艾莉森·托爾曼 | 提名 |
| 2015 | 金球獎               | 最佳男配角獎－影集、迷你劇及電視電影類 | 柯林·漢克斯 | 提名 |
| 2015 | 皮博迪獎             | 娛樂類                                 | 娛樂類 | 獲獎 |
| 2015 | 利奧獎               | 最佳劇情類影集選角獎                   | 潔姬·林德（集數：泥路）                                                                                               | 提名 |

## 外部連結
- 官方网站（英文）
- 《冰血暴 (第一季)》各集列表 来自互联网电影数据库（英文）
- 官方网站－臺灣公視（繁體中文）